# Heilige Geestkapel (Dendermonde)

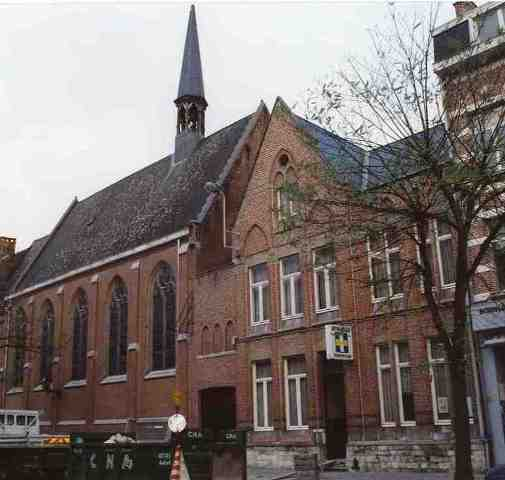
Heilige Geestkapel

De Heilige Geestkapel is een kapel in de Oost-Vlaamse stad Dendermonde, gelegen aan de Kerkstraat 38-42.

## Geschiedenis
In 1345-1346 werd het Heilige Geesthuis gesticht als godshuis ten behoeve van de armen. In 1432 werd het uitgebreid met een godshuis voor arme vrouwen. Het godshuis functioneerde tot de afschaffing ervan eind 18e eeuw.
In 1841 werd het Heilige Geesthuis verworven door de zusters Clarissen-Coletinen uit Sint-Niklaas. In 1876-1878 lieten dezen een neogotische kapel bouwen, naar ontwerp van A.T. Verhaegen, die in de plaats kwam van de oude kapel uit 1645. De diensten in de nieuwe kapel waren openbaar. De zusters zelf zaten achter een ijzeren hek.
In 1914 werd de kapel getroffen door brand en in 1920 werd hij herbouwd. In de loop van de 2e helft van de 20e eeuw nam het aantal zusters dermate af dat het klooster werd opgeheven en in 1985 werd het klooster bij het naastgelegen Sint-Vincentiusinstituut gevoegd. De diensten in de kapel bleven openbaar.
De bakstenen kloostergebouwen werden grondig gerenoveerd en geïntegreerd in het Sint-Vincentiusinstituut, waarbij de oorspronkelijke indeling goeddeels verloren ging.

## Gebouw
Het betreft een neogotische bakstenen kapel op rechthoekige plattegrond. De ruimte wordt overkluisd door een houten spitsbooggewelf. Het kerkmeubilair is van na de brand van 1914 en omvat onder meer glas-in-loodramen door Louis Grossé. De zusters van Sint-Vincentius lieten verwijzingen naar de Franciscaanse achtergrond deels vervangen door verwijzingen naar Vincentius a Paulo.